# Vingevalnød
Slægten Vingevalnød (Pterocarya) er udbredt fra Mellemøsten til Østasien. Det er store træer med uligefinnede blade. Han- og hunblomster sidder samlet på særskilte rakler. Her omtales kun den ene art, som dyrkes og muligvis er naturaliseret i Danmark.
| Arter |

- Kaukasisk Vingevalnød (Pterocarya fraxinifolia)